# جیمی سویل

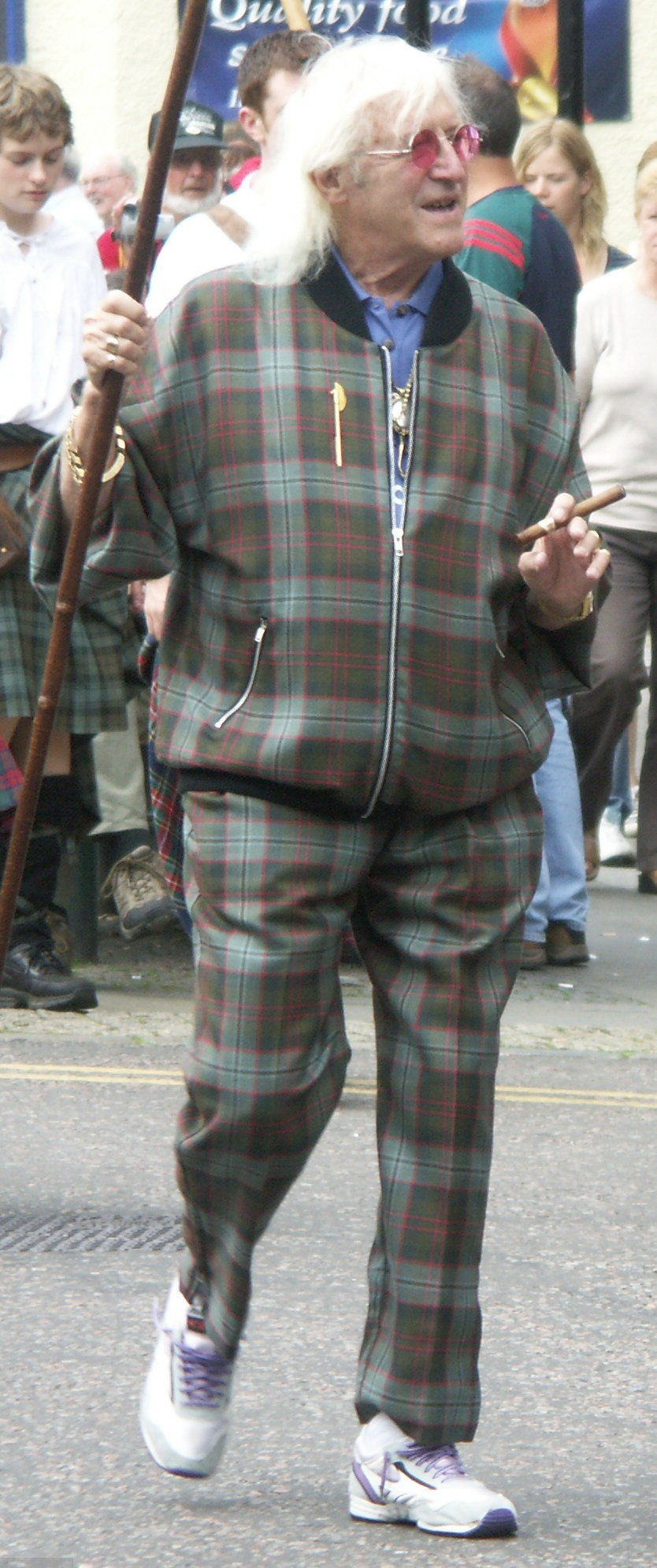
جیمی سویل

جیمی سویل یا جیمز ویلسون وینسنت "جیمی" ساویلی، (به انگلیسی: James Wilson Vincent "Jimmy" Savile) مجری معروف و از سرشناس‌ترین مجریان شبکه خبری بی‌بی‌سی بود که در ۳۱ اکتبر ۱۹۲۶ در لیدز انگلستان به دنیا آمد. پدر وی کارگزار بیمه و فروشنده کتاب بود و او کوچکترین فرد در میان ۷ فرزند اگنس مونیکا (Agnes Monica) و وینسنت جوزف ماری ساویلی (Vincent Joseph Marie Savile) ‌بود.
جیمی سویل از جانب ملکه انگلستان مفتخر به دریافت نشان شوالیه شده بود.

## روند زندگی

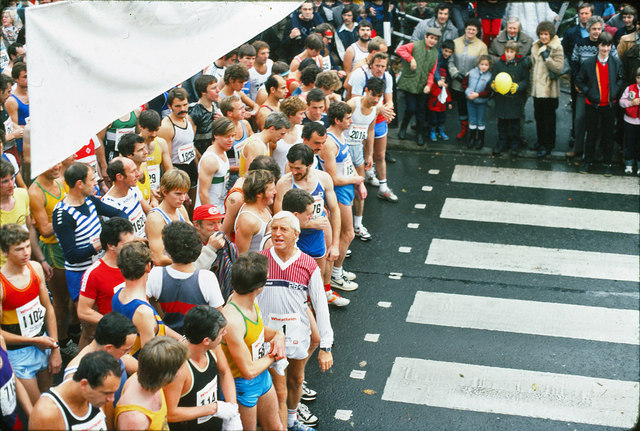
جیمی سویل در خط شروع مسابقات دوی لیدز (۱۹۸۲)

جیمی ساویلی از همان نوجوانی به موسیقی روی آورد و در دهه دوم زندگی خود شروع به پخش موسیقی در سالن‌های رقص نمود.
وی در زندگی‌نامه خود مدعیست که در تاریخ موسیقی اولین فردیست که در سالن‌های رقص موسیقی ضبط شده را با انواع موسیقی دیگر تلفیق کرده و پخش کرد.
ساویلی همچنین یک ورزشکار نیمه‌حرفه‌ای و حرفه‌ای نیز بود، به‌طور خاص او در ورزشِ کشتی یک ورزشکار حرفه‌ای به حساب می‌آمد.

## حرفه
ساویلی طی حضور طولانی مدت خود در رادیو و تلویزیون انگلستان برنامه‌های زیادی را تهیه و ارائه می‌کرد.

### فعالیت حرفه‌ای در رادیو
ساویلی از سال ۱۹۵۸ وارد فعالیت رادیویی شد و قریب به ۴۰ سال در این کار ادامه داد. فعالیت رادیویی ساویلی در سال ۱۹۵۸ آغاز شد، وی با عنوان دی‌جی در رادیو لوکزامبورگ مشغول به کار شد شغلی که تا سالِ ۱۹۶۷ نیز ادامه یافت، ساویلی در سال ۱۹۶۸ به رادیو ۱ بی‌بی‌سی پیوست و به اجرای برنامه «مسافرت ساویلی» پرداخت، او در طی این برنامهٔ هفتگی به اقصی‌نقاط کشور سفر کرده و با مردم مصاحبه می‌کرد.
جیمی از مارس ۱۹۸۹ تا اوت ۱۹۹۷ در شبکه‌های رادیویی مختلف انگلستان به فعالیت پرداخت، ولی پس از آن، او در ۲۵ دسامبر ۲۰۰۵ و ۱ ژانویه ۲۰۰۷ برنامه‌هایی، در شبکه ریل رادیو اجرا کرد.

### فعالیت حرفه‌ای در تلویزیون
جیمی ساویلی قریب به نیم قرن فعالیت تلویزیونی را در کارنامهٔ خود دارد.
اولین حضور جیمی سویل در تلویزیون در مه سال ۱۹۶۰ بود. او در آن زمان به عنوان مجری یک برنامه موسیقایی با عنوان Young at Heart در تلویزیون بی‌بی‌سی حضور یافت، این برنامه به صورت سیاه و سفید پخش می‌شد. اما جیمی سویلی، هر هفته با یک رنگ موی متفاوت، جلوی تلویزیون ظاهر می‌شد.
در آغاز سال ۱۹۶۴ جیمی ساویلی شروع به پخش سری اول برنامه‌ای با عنوان «برترین‌های موسیقی پاپ» در شبکه سی‌ان‌ان نمود که با اقبال تماشاگران، مواجه شد. این برنامه که به عنوان معروف‌ترین و موفق‌ترین برنامه موسیقی در شبکه بی‌بی‌سی قلمداد می‌گردد و تا ۳۰ ژوئیه سال ۲۰۰۶ نیز ادامه یافته‌بود، جیمی ساویلی بیش از ۴۰ سال، به اجرای برنامه «برترین‌های موسیقی پاپ» در شبکه بی‌بی‌سی پرداخت.
از دیگر برنامه‌های جیمی ساویلی می‌توان به Jim'll Fix It اشاره کرد که از سال ۱۹۷۵ تا ۱۹۹۴ پخش شد، که در این برنامه، آرزوهای بینندگان (که عمدتاً کودکان بودند) به واقعیت می‌پیوست.

## بیماری و مرگ
در ۲۹ اکتبر ۲۰۱۱ و دو روز قبل از تولد ۸۵ سالگی، جسد جیمز ویلسون وینسنت «جیمی» ساویلی، در خانه‌اش در شهر لیدز پیدا شد. وی پیش از آن، به علت ابتلا به ذات‌الریه در بیمارستان بستری شده بود.
جسد وی در تابوتش به همراه آخرین سیگاری که کشیده بود در «هتل کوئینز» لیدز به نمایش گذارده شد. ساویلی در وصیتنامه خود خواسته بود تابوتش با زاویه ۴۵ درجه دفن گردد تا بتواند دریا را ببیند. تابوت وی به منظور رعایت مسائل ایمنی با سیمان پوشانده شد.
در دوران قبل از مرگ ساویلی اتهامات گاه‌وبیگاهی در مورد سوءاستفاده جنسی وی از کودکان مطرح می‌شد، در سال ۱۹۹۰، لین باربر، خبرنگار روزنامه «ایندیپندنت» در مورد شایعاتی مبنی بر اینکه وی دختربچه‌ها را دوست دارد سؤالاتی مطرح کرد. ساویلی این اظهارات را با قطعیت رد نمود، اتهاماتی که پس از مرگ وی جنبه همگانی یافتند.
در دوران حیات ساویلی، پلیس چندین پرونده تجاوز جنسی علیه وی گشود، در آوریل سال ۲۰۰۰، ساویلی در مستند «زمانی که لوئیس به دیدار جیمی ساویلی می‌رود» اذعان کرد که شایعاتی در مورد سوءاستفاده‌های جنسی وی وجود دارند، ساویلی طی همین مستند این شایعات را رد کرد.

## ماجراهای رسوایی جنسی
تقریباً یک سال پس از مرگ ساویلی، اتهاماتی مبنی بر اینکه جیمی ساویلی، مجری معروف شبکه بی‌بی‌سی، نوجوانان کم سن و سال و همچنین زنان بالغ را تحت سوءاستفاده جنسی قرار داده است در رسانه‌ها منتشر شدند.
ساویلی در دوران حیات خود سوءاستفاده جنسی از افراد را بارها انکار کرد. در سال ۲۰۰۷، پلیس انگلستان ساویلی را به اتهام رفتار ناشایست در یک مدرسه دخترانه در دهه ۱۹۷۰ تحت بازجویی قرار داد. دادستانی اعلام کرد که مدارک کافی برای اثبات این ادعا وجود ندارند و بنابراین وی راهی دادگاه نشد.
در مارس ۲۰۰۸، ساویلی روزنامه «سان» را به علت اینکه وی را طی چند مقاله به سوءاستفاده جنسی در یک مدرسه در جرسی مرتبط دانسته بود، تحت پیگرد قضایی قرار داد. ساویلی ادعا کرد که هیچگاه در چنین مدرسه‌ای حضور نداشته است. البته پس از انتشار تصاویر مربوط به دیدار وی از این مدرسه، ادعای خود را پس گرفت. پلیس جرسی اعلام کرد که در حال بررسی اتهامی جنسی علیه ساویلی در دهه ۱۹۷۰ است. اما این پرونده نیز به دلیل فقدان مدارک کافی مختومه اعلام شد.
در ۱۹ اکتبر ۲۰۱۲، پلیس انگلستان تحقیقات رسمی را در مورد بیش از چهار دهه سوءاستفاده از کودکان توسط جیمی ساویلی، آغاز نمود. برخی پرده از رفتارهای ساویلی در بیمارستان‌ها برداشتند. اعلام شد که یک دختر بیمار ۱۳ ساله و نیز یک دختر بچه هشت ساله در سال ۱۹۷۱ در بیمارستان «استاک مندویلی» (Stoke Mandeville) قربانی ساویلی شده‌اند. تمرکز مأموران تجسس به بهداری اصلی «لیزر» و بیمارستان روانپزشکی «براودمور» که سویل دسترسی وسیعی به آنجا داشته متمرکز شده است. ساویلی یکی از اعضای هیئت نظارت بر بیمارستان برودمور (Broadmoor) نیز بود. گفته می‌شود وی کلیدهای این بیمارستان را در اختیار داشته و به اتاق بیماران دسترسی داشته است. بنا بر گزارش‌ها پلیس در حال بررسی اتهاماتی بود که مطابق آنها سه دکتر بیمارستان نیز که با ساویلی رابطه داشتند در سوءاستفاده جنسی از بیماران تحت نظرشان دخیل بودند. تا ۱۹ دسامبر ۸ نفر به اتهام همدستی با جیمی ساویلی و به منظور بازجویی دستگیر شدند. در بین این افراد نام‌هایی از ستاره‌های موسیقی پاپ؛ کمدین‌ها؛ تهیه‌کننده‌ها؛ که از دیگر افراد مشهور در عرصه رسانه‌ای بودند وجود دارد، که اسامی‌شان در پرونده سوءاستفاده جنسی مطرح شد.